# بخش تروی (شهرستان اشلند، اوهایو)
بخش تروی (به انگلیسی: Troy Township) یک منطقهٔ مسکونی در ایالات متحده آمریکا است که در شهرستان اشلند، اوهایو واقع شده‌است.
 بخش تروی ۴۳٫۸ کیلومتر مربع مساحت و ۱٬۱۳۲ نفر جمعیت دارد و ۳۴۲ متر بالاتر از سطح دریا واقع شده‌است.